# Erupció volcànica de La Palma de 2021
L'erupció volcànica de La Palma de 2021 es va iniciar a les 14:12 hores (UTC) del 19 de setembre de 2021 al municipi d'El Paso, a l'illa de La Palma (Illes Canàries, Espanya), en una pineda coneguda com a Cabeza de Vaca (Cap de Vaca en català). Es tracta de la primera erupció aèria a l'Arxipèlag Canari del segle xxi; la segona erupció volcànica si es té en compte l'erupció d'El Hierro de 2011. El 28 de setembre, desè dia de l'erupció, la colada va arribar a la mar, moment a partir del qual va començar a formar-se un delta volcànic de 500 metres d'ample, 475 de llarg mar endins i uns 30 metres de profunditat, que seguia sent alimentat per l'expulsió de magma volcànic. L'1 d'octubre va aparèixer una nova boca eruptiva que també va crear una altra colada paral·lela a la primera, que va acabar confluint-hi i alimentant-la. El 3 d'octubre, quinze dies després de l'inici de l'episodi, lluny d'amainar l'activitat va seguir creixement, amb un increment de la sismicitat i el col·lapse del con principal del nou volcà, des d'on va començar a emetre més lava a la colada existent.
Com les anteriors a l'illa de La Palma, és una erupció estromboliana amb polsos freatomagmàtics i només a la recta final polsos vulcanians. L'erupció constà de diversos focus d'emissió, amb algunes fases puntuals explosives, molt semblant a la que es va produir l'any 1971, també a Cumbre Vieja i coneguda com la del volcà de Teneguía, però en aquesta ocasió amb una capacitat d'expulsió de lava molt superior. La lava també conté, com en els darrers 300 anys, grans quantitats de tefrita, la qual cosa significa que porta milers d'anys germinant sota l'illa, però no formaria part del magma més profund del mantell superior del planeta de composició basàltica. Els magmes que han sortit habitualment de La Palma són més freds i més rics en silici, sodi i potassi.
El 25 de desembre de 2021, el comitè tècnic dona per finalitzada l'erupció, després que el 13 de desembre de no hi hagués senyals rellevants de tremolors ni d'activitat sísmica. Amb 85 dies d'activitat, és l'erupció històrica més llarga registrada a l'illa.

## Antecedents
El dijous 9 de setembre de 2021 es van començar a registrar una sèrie de sismes d'intensitat baixa, coneguts com a eixam sísmic, a la part sud de l'illa. Fins diumenge van ser 31 moviments sísmics amb magnituds que van oscil·lar entre 0,8 i 2 en l'escala mbLg.
Dilluns 13 es va arribar als 1.500 moviments sísmics a la zona de Cumbre Vieja, en els municipis de Fuencaliente, Mazo i El Paso, cosa que va portar a activar l'alerta de color groc (nivell d'alerta 2 en una escala de 4) en el Pla Especial de Protecció Civil i Atenció a Emergències per Risc Volcànic (Pevolca), del Govern de Canàries.

## Erupció

### Setembre
Primera setmana

#### 19 de setembre
El 19 de setembre de 2021 a les 15:12 hora local va entrar en erupció un nou volcà situat a la muntanya de Los Pelados, al barri de Las Manchas, dins el municipi d'El Paso. L'erupció va ser estromboliana, d'almenys 7 obertures, i molt semblant a la que es va produir l'any 1971 a Teneguía.

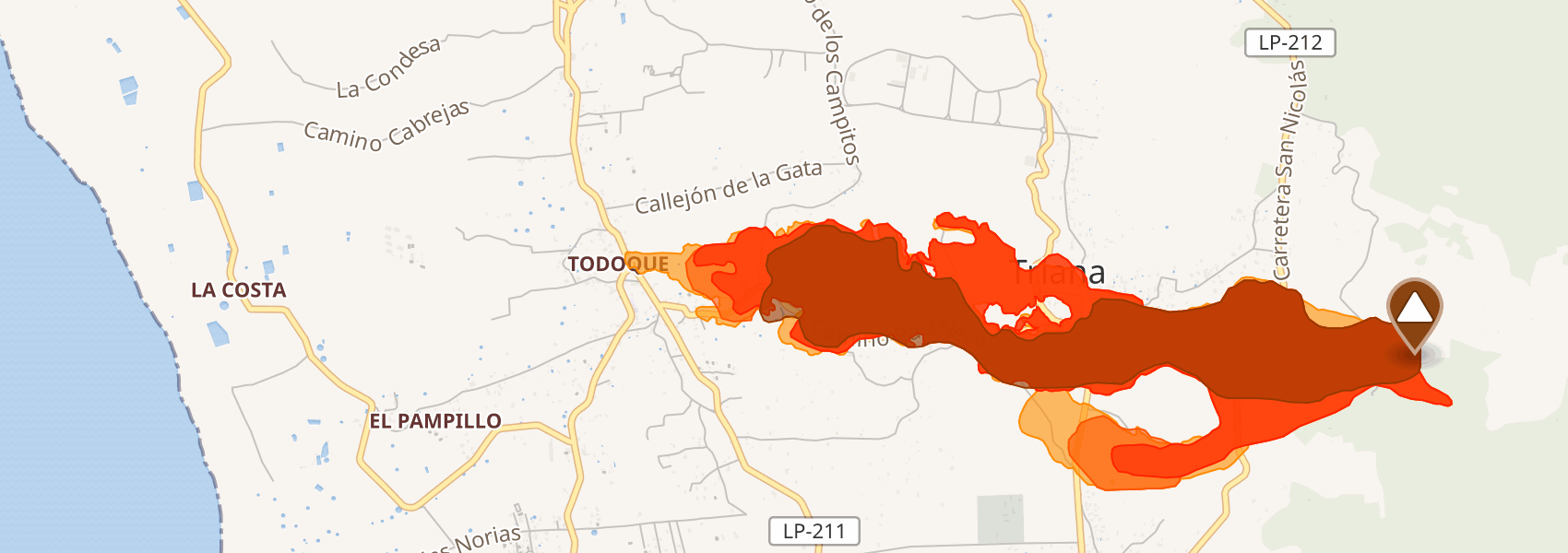
Superposició de l'àrea coberta pel riu de lava en els dies 20, 21, 22 i 23. Captat pels satèl·lits del Programa Copernicus

Hores abans que s'iniciés el procés eruptiu, el Cabildo de La Palma va començar l'evacuació de com a mínim 40 persones amb mobilitat reduïda, a part de la ramaderia instal·lada a la zona, i abans d'acabar el dia el nombre de persones desallotjades ja arribava a les 5.000.

#### 23 de setembre
El 23 de setembre de 2021 es va informar que la colada de lava semblava estancar-se a la localitat de Todoque, una localitat del municipi de Los Llanos de Aridane. Es descartava en principi que pogués arribar a la mar. Havia ocupat fins al moment un total de 166 hectàrees i destruït 350 construccions. Més de 6.000 persones havien hagut de ser evacuades fins al moment. Aquest mateix dia també s'anunciava que el núvol de sofre de l'erupció arribava a la Península ibèrica i a les Illes Balears, tot i que es descartava cap episodi de pluja àcida perquè havia arribat ja molt diluït.

#### 24 de setembre
El 24 de setembre de 2021 es produïa un nou augment de l'episodi, amb l'obertura de dos nous centres d'emissió de lava, tot i que en principi es descartava que discorreguessin sobre les existents. AENA informava que malgrat que els aeroports de La Palma i La Gomera mantenien les seves activitats, estava ja en mans de les companyies aèries decidir si volar-hi o no, i de fet més de 30 vols es van cancel·lar aquest dia.

#### 25 de setembre
L'endemà 25 de setembre es va obrir un quart focus d'emissió de lava, que va fer col·lapsar una part del con volcànic, més a l'oest del principal que va iniciar l'episodi el diumenge anterior, i que abocava la lava sobre la llengua que inicialment s'havia dirigit cap a la mar. L'aeroport de La Palma seguia operant, però va haver de trencar la seva normalitat per netejar la cendra acumulada. Malgrat l'augment d'activitat, els científics no van considerar que empitjorés l'episodi, sinó que podia ser una manera d'alleujar la pressió del magma.
Segona setmana

#### 26 de setembre

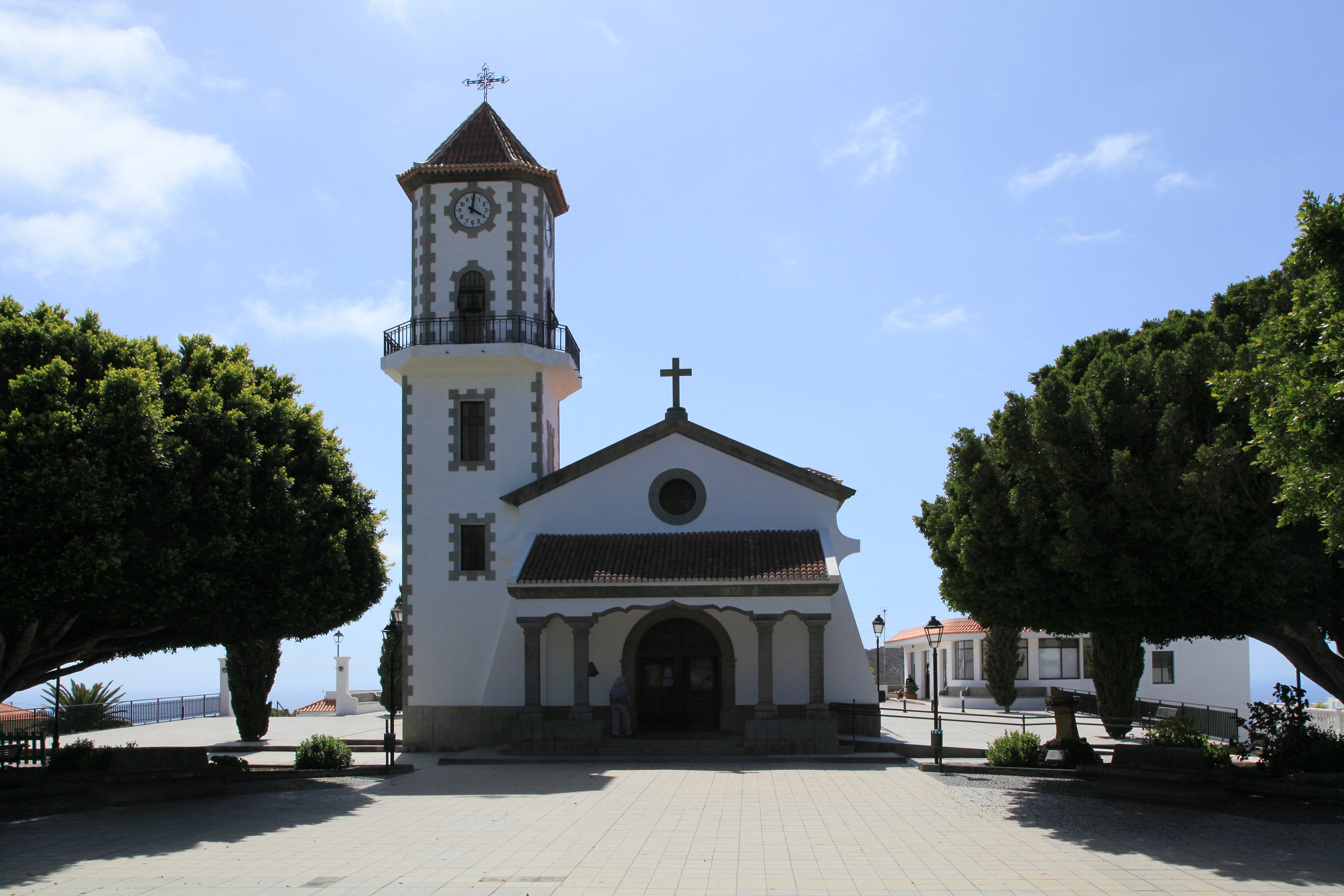
Antiga església de Sant Pius X, col·lapsada el 26 de setembre de 2021 a causa de la colada de lava

De fet durant el diumenge 26 de setembre, es va observar un procés de deflació amb menys pressió al sistema magmàtic, que va permetre que l'aeroport de La Palma pogués recuperar el seu nivell normal d'activitat i el retorn a casa de 160 persones desallotjades el divendres 24 de setembre.

#### 27 de setembre
Tanmateix, el flux de lava emesa del quart focus d'emissió va avançar ràpidament sobre la colada principal, que feia dies que restava estancada a prop de l'església de Sant Pius X de Todoque, i en va provocar el seu esfondrament i l'avenç vers la costa, que ja només es trobava a 1,7 km.

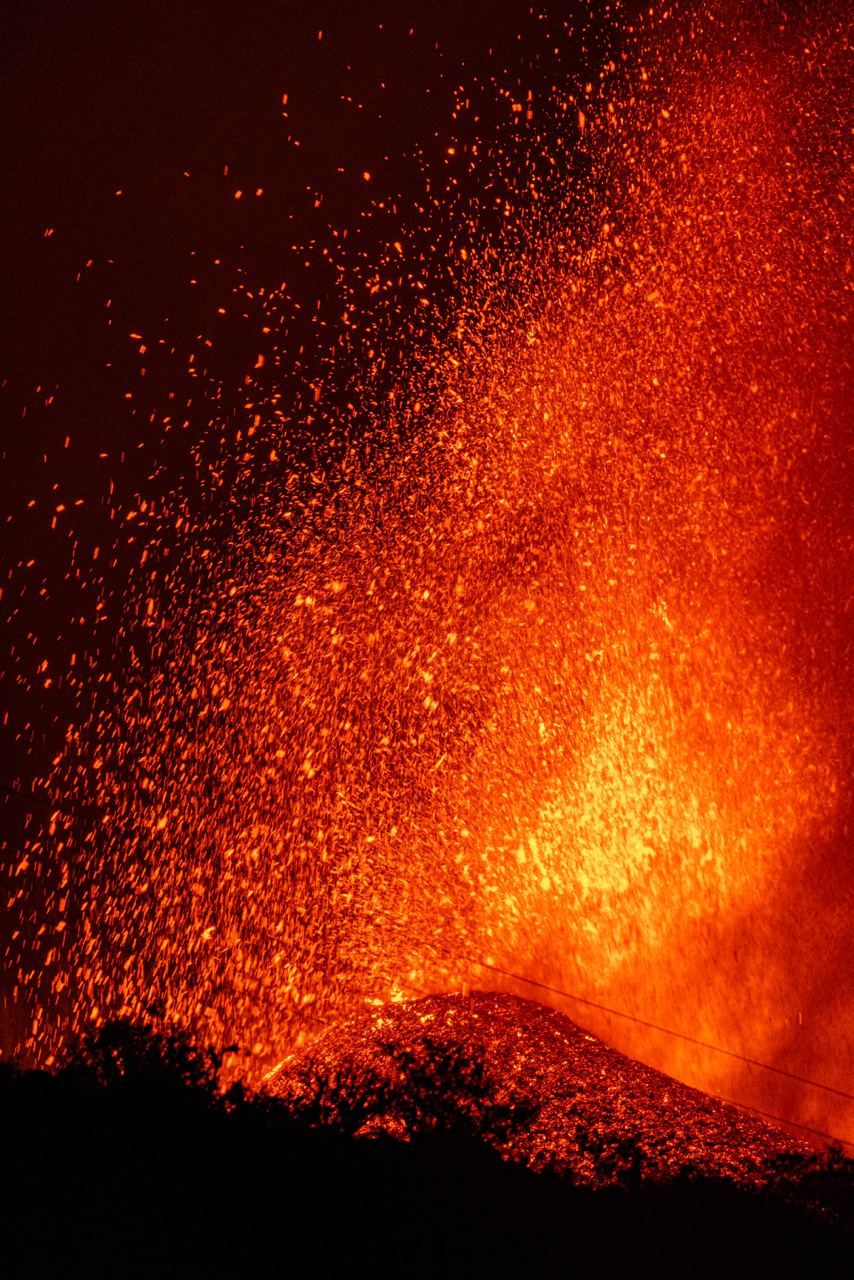
Explosió eruptiva a una nova boca oberta el dia 28 de setembre al nou volcà a Cumbre Vieja de l'illa de La Palma

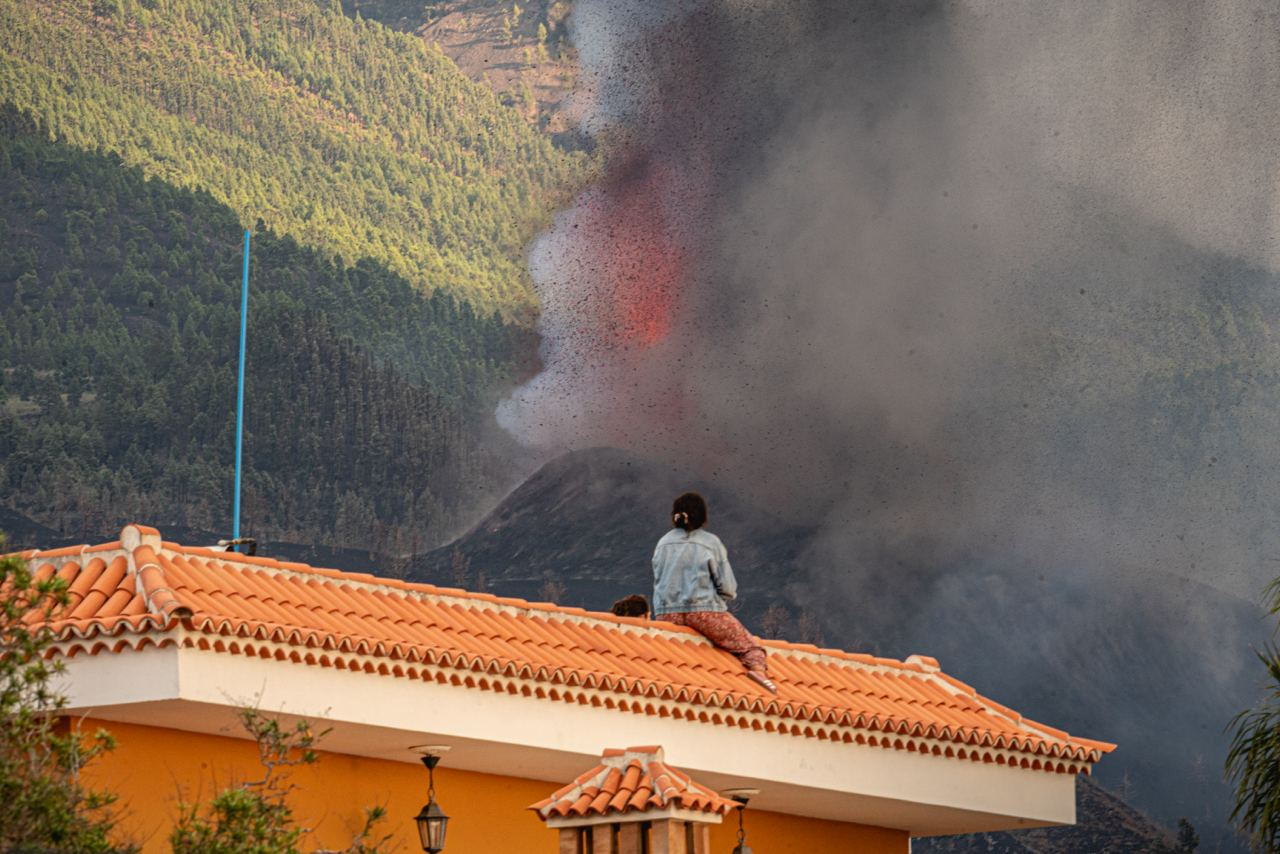
Dona observant una de les boques eruptives del nou volcà a Cumbre Vieja des d'una teulada

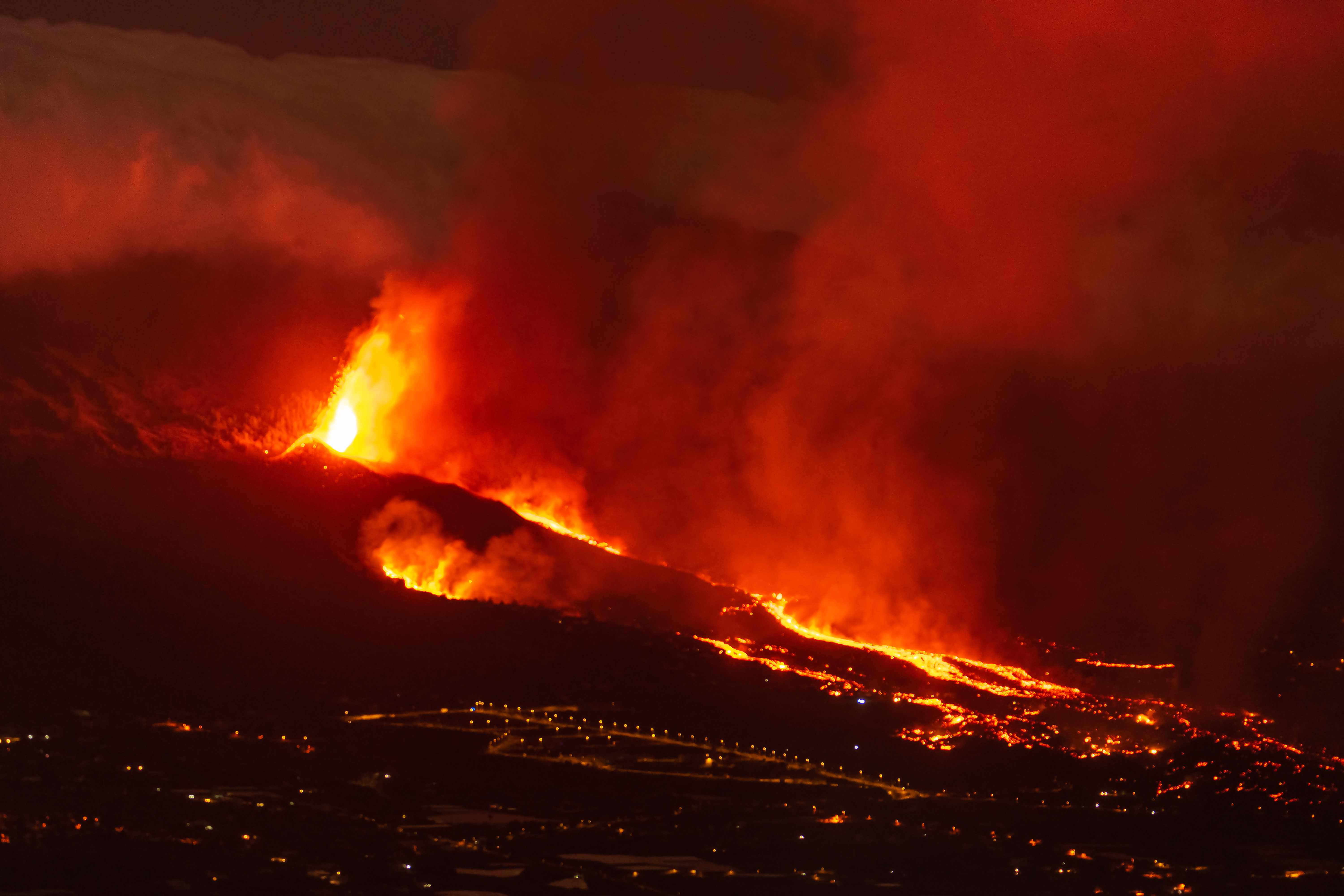
La colada lava que emana del nou volcà de la Palma a Cumbre Vieja avança lentament cap al mar mentre destrueix tot al seu pas, com cases, col·legis i cultius

A primera hora del matí del dilluns 27 de setembre es va produir una aturada sobtada de tota activitat, de la qual no se'n coneixen les causes, però just unes hores després es va reprendre l'erupció, generant novament el temor que la colada de lava pogués arribar a la mar per la zona del municipi de Tazacorte, bona part dels barris del qual van ser confinats. El flux de lava havia avançat ja fins a poc més d'1 km de la costa, i va tornar a preocupar "que es produís un xoc tèrmic que generés columnes de vapor d'aigua carregades amb àcid clorhídric, a causa del volum de clor que hi ha a l'aigua. Aquestes columnes, de color blanc, també contenen diminutes partícules de vidre volcànic per la reacció que es produeix entre la lava, que està a més de mil graus, i l'aigua del mar, a uns vint graus."

#### 28 de setembre
Durant el 28 de setembre, desè dia de l'erupció, el volcà es va situar en una fase 'hawaiana', on pràcticament només va emetre lava, que va lliscar ràpidament per la colada de lava abocada dies abans i va aconseguir superar la muntanya de Todoque, el darrer obstacle abans d'arribar a la mar, travessant la carretera de la costa per Tazacorte. El govern espanyol va declarar finalment l'illa com a zona catastròfica. Poc després de les 22.00 (UTC) la llengua de lava va arribar a la mar per la platja de Los Guirres, per la que es precipità pel penya-segat de 100 metres d'altura, creant-se un dipòsit de 50 metres per sobre del nivell de la mar. El xoc tèrmic entre la lava a més de 1000 °C i l'aigua marina a 20 °C va provocar fortes fumerades blanques corrosives, amb una intensa olor a sofre. En l'anterior erupció volcànica a la zona, la del volcà de Teneguía el 1970, va morir un pescador que s'havia apropat a pescar a 2 km dels rius de lava que desembocaven a l'oceà. Fins al matí del 28 de setembre, l'erupció al nou volcà de Cumbre Vieja havia afectat un total de 267,5 hectàrees, més de 744 edificacions (656 destruïdes) i 23,1 km de carreteres (21,5 destruïts). Les cendres del volcà s'estenien per una superfície de més de 1.500 ha, i es mantenien evacuades més de 6.200 persones.

#### 29 de setembre
El dimecres 29 de setembre, onzè dia de l'erupció, la lava ja començava a formar un delta volcànic i guanyant terreny a la mar. Els deltes de lava poden consolidar-se com a terreny guanyat a la mar o bé poden col·lapsar si el fons marí cedeix pel seu pes. Això va passar en una llarga erupció volcànica del Kilauea a Hawaii l'abril de 1993, on malgrat els avisos i limitacions d'accés, un fotògraf hi va perdre la vida. Aquest col·lapse podria provocar que, per la diferència de temperatura, algunes roques ardents poguessin sortir disparades fins a 250 metres, i generar-se onades sobtades. Pel que fa a l'emergència humanitària, durant aquest dia les autoritats públiques van acordar crear un registre únic de persones afectades, de manera que se'n pogués estudiar la seva situació familiar i prioritzar ajuts i recursos d'habitatge específics.

#### 30 de setembre
A 30 de setembre no es van registrar canvis notables, però el volcà seguia expulsant lava a la mar i fent créixer el delta de 500 metres d'ample i 40 d'altura (anomenat també 'fajã' en portuguès i 'fajana' en espanyol, que és el nom que reben aquestes plataformes guanyades al mar per la lava als arxipèlags de la Macaronèsia), el comitè director del Pla d'Emergències Volcàniques de Canàries (Pevolca) va anunciar que preveia un canvi en el règim de vents, que podrien afectar la població més propera amb un empitjorament de la qualitat de l'aire, demanant que s'extremessin les precaucions ja vigents.

### Octubre

#### 1 d'octubre
El divendres 1 d'octubre, el Consell Superior d'Investigacions Científiques (CSIC) va anunciar que s'havia obert una nova boca eruptiva al nord del cràter principal, per on la lava expulsada començava a formar una nova colada que es movia per zones que fins a aquell moment no s'havien vist afectades, en direcció al carreró de la Mata de Los Llanos de Aridane, fet que va coincidir amb la detecció de dos nous terratrèmol de nivell 3,5 en l'escala mbLg a 13 km de profunditat entre Mazo i Fuencaliente, entre molts altres de menors. També la qualitat de l'aire era objecte de seguiment: al municipi de Tazacorte, on la lava va desembocar a la mar, s'hi van mesurar de manera puntual valors alts de diòxid de sofre que superaven les normatives sobre qualitat de l'aire, però no de manera alarmant. Es va recomanar l'ús de màscares facials FFP2.
Amb aquesta nova boca eruptiva, el Pevolca va informar que aquesta nova boca eruptiva es tractava en realitat de dos centres emissors de lava que es trobaven separats per una distància de només 15 metres, a 600 metres al nord-oest del con principal. En concret, va precisar que s'havien sumat als tres centres emissors de l'interior del cràter original. Aquesta nova colada, separada només 450 metres de la primera, es preveu que hi acabi confluint i evitar així noves afectacions en infraestructures i habitatges.
Pel que fa al front del delta volcànic, va apuntar que s'havia endinsat uns 475 metres mar endins des de la línia de la costa anterior, amb una profunditat de 30 metres i ocupant una superfície total fins al moment de 27,7 hectàrees. La columna de cendres i gasos expulsats pel volcà van tenir aquest dia una altura mitjana de 6.000 metres.

Fins a l'1 d'octubre a les 12.09 hores (UTC) la colada de l'erupció al nou volcà de Cumbre Vieja cobria un total de 367,3 hectàrees (incloses les guanyades a la mar), afectant 1.005 edificacions (880 destruïdes) i 30,7 km de carreteres (28,3 destruïts). Les cendres del volcà s'estenien per una superfície de 3.304,5 ha. Es mantenien les més de 6.000 persones evacuades.

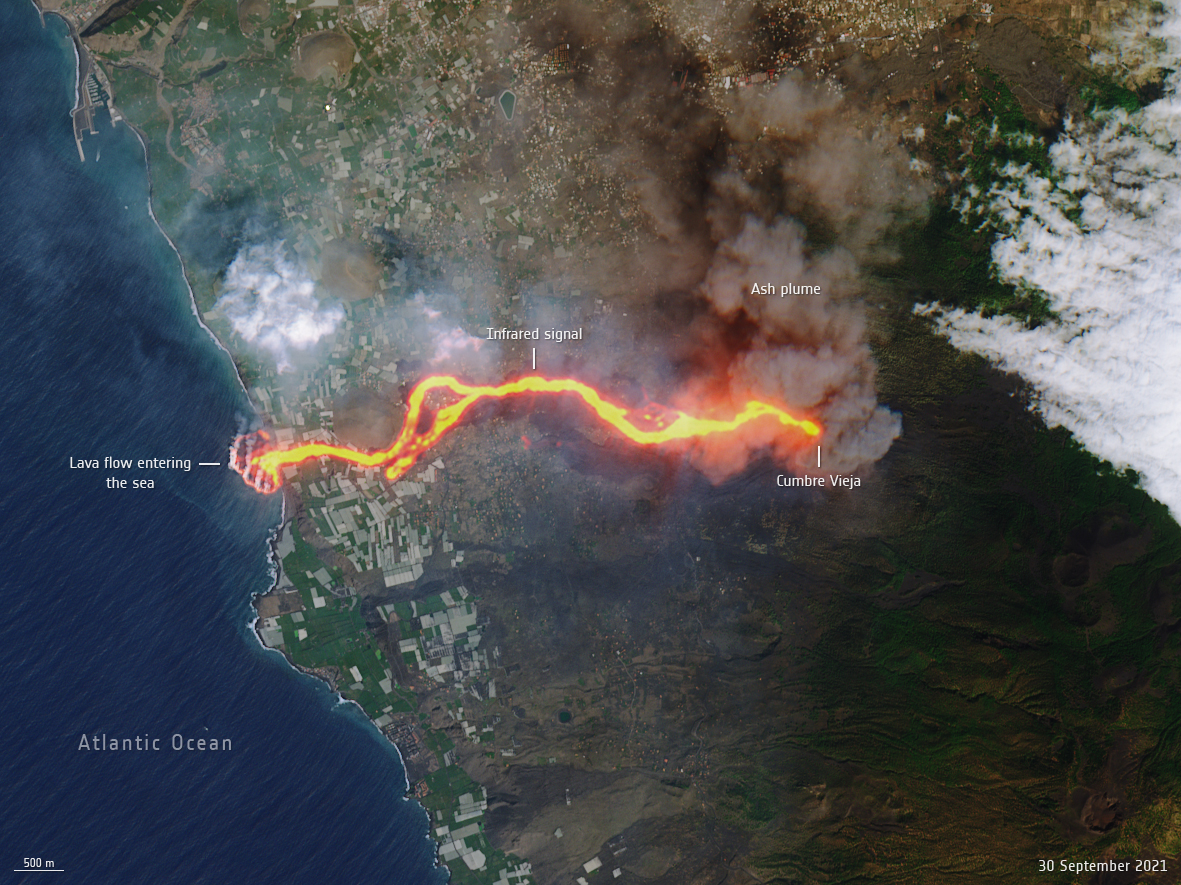
Imatge per satèl·lit del Programa Copernicus que mostra com arriba la colada fins a la mar, formant-hi el delta de lava (imatge en color real amb l'infraroig ressaltat), corresponent al 30-09-2021

#### 2 d'octubre
L'Institut Volcanològic de les Canàries (Involcan) va informar el dissabte 2 d'octubre que s'havia obert un nou focus d'emissió de lava. Aquest nou focus seria el sisè, després dels dos que van formar-se el dia anterior, que van obligar a confinar 3.500 veïns de Los Llanos de Aridane i de El Paso. Tots ells, així com els de les diferents barriades de Tazacorte (on hi ha desembocadura de la colada a la mar i que portaven dies confinats), van ser autoritzats a tornar a sortir de casa. Aquest nou focus eruptiu es va obrir després d'una nit amb una vintena de sismes al sud de l'illa de magnituds entre 0.6 i 3 graus, però amb hipocentres ubicats a profunditats elevades, entre 10 i 15 km. La segona colada que discorria paral·lela a la primera va acabar confluint-hi, eliminant així un risc important que existia de més danys materials en zones no afectades directament. Durant el dia el Cabildo de La Palma va informar que la darrera canonada de reg cap a la zona d'El Remo (al sud) havia estat destruïda per la colada, cosa que ha afectat a molts cultius de plàtan que resten a l'espera d'alternatives, com dessaladores.
Fins al 2 d'octubre a les 12.02 hores (UTC) la colada de l'erupció al nou volcà de Cumbre Vieja cobria un total de 397,5 hectàrees (incloses les guanyades a la mar, 30 més que el dia anterior), afectant 1.074 edificacions (946 destruïdes, 66 més que el dia anterior) i 33,2 km de carreteres (30,7 destruïts, 2,5 més que el dia anterior). Les cendres del volcà s'estenien per una superfície de 4.819,3 ha, 1.500 ha més que el dia abans. Es mantenien les més de 6.000 persones evacuades.
Tercera setmana

#### 3 d'octubre
El 3 d'octubre es van complir 15 dies des de l'inici de l'erupció del nou volcà a la zona de la Cumbre Vieja, i lluny de remetre es va produir un cert augment del tremor i l'activitat del volcà, tot i que lluny de la registrada entre els dies 24 i 27 de setembre, quan hi ha haver la represa del moviment de la colada vers la mar, que s'havia estancat a Todoque. Tanmateix, una de les conseqüències de l'augment de l'activitat fou un esfondrament del con volcànic principal, que va provocar un augment temporal de l'emissió de lava, alimentant la colada ja existent. El govern espanyol va aprovar un ajut extraordinari per la reconstrucció de l'illa de 206 milions d'euros.
Les estimacions del Programa Copernicus, fins al 3 d'octubre a les 18.56 hores (UTC) la colada de l'erupció al nou volcà de Cumbre Vieja cobria un total de 434,7 hectàrees (incloses les guanyades a la mar, 35 més que el dia anterior), afectant 1.154 edificacions (1.046 destruïdes, 100 més que el dia anterior) i 36,7 km de carreteres (33,7 destruïts, 3 més que el dia anterior). El delta format per lava de l'erupció i que guanyava terreny a la mar ja feia 32,7 ha., 3,7 ha addicionals a les del dia anterior.

#### 4 i 5 d'octubre
Aquestes edificacions identificades pel satèl·lit no equivalen necessàriament a habitatges, i en concret el 5 d'octubre el Cadastre va fer una avaluació d'aquestes 1.154 dades georeferenciades, arribant a la conclusió que d'elles 726 (63%) eren estructures sòlides i la resta poden ser pèrgoles, galliners, o altres estructures no sòlides. D'entre les sòlides, 605 eren habitatges, 58 d'ús agrícola, 30 d'ús industrial, 18 de lleure i hostaleria, 7 d'ús públic i 8 d'altres usos.
El dilluns 4 d'octubre l'actualitat va estar centrada en l'augment del cabdal de lava de la colada, més fluïda que la de dies anteriors, que en alguns casos va arribar a ser superior el quilòmetre d'amplada, i que fou provocat pel col·lapse de part del con volcànic d'un dels centres d'emissió que va tenir lloc el dia abans. En conseqüència, l'aportació de lava al delta o península que guanyava terreny a la mar ja feia 32,7 ha, en comparació amb les 29 ha del dia anterior.

#### 5 d'octubre
El dimarts 5 d'octubre es van conèixer dues dades importants sobre l'impacte de l'erupció. D'un costat el Cadastre va creuar les dades dels satèl·lits del programa Copernicus europeu, que oferien la ubicació georeferenciada de possibles estructures afectades, amb les dades del propi registre. Aquestes estructures identificades pel satèl·lit no equivalen necessàriament a habitatges, i en concret el 5 d'octubre el Cadastre va fer una avaluació d'aquestes 1.154 dades georeferenciades el dia abans, arribant a la conclusió que d'elles 726 (63%) eren estructures sòlides i la resta poden ser pèrgoles, galliners, o altres estructures no sòlides. D'entre les sòlides, 605 eren habitatges, 58 d'ús agrícola, 30 d'ús industrial, 18 de lleure i hostaleria, 7 d'ús públic i 8 d'altres usos.
En segon lloc, es coneixia que el núvol de gasos potencialment tòxics (sobretot diòxid de sofre) va arribar a la Mar Mediterrània el cinquè dia de l'erupció. Però els models predictius de Copernicus també van donar a conèixer aquest dia que es preveia que un núvol de diòxid de sofre estigués arribant ja al Carib. A més a més, a falta de conèixer dades d'anàlisis químiques, ja es van detectar a Puerto Rico partícules de cendra del volcà, acompanyades de sorra del Sàhara.

#### 6 i 7 d'octubre
A 6 d'octubre de 2021 la situació del volcà de Cumbre Vieja seguia estable amb pocs canvis. El Pevolca va anunciar l'afectació de més 93 hectàrees de cultius, 35,6 corresponen a explotacions plataners, 32,9 a vinyes, 6,7 a alvocat, entre d'altres. A dia 6 d'octubre el Pevolca va informar que la superfície afectada per les colades era de 422 hectàrees, 1,81 més que el dia abans. L'amplada màxima es mantenia en 1.250 metres.
Entre les 16:00 hores (UTC) del dia 6 i el dia 7 d'octubre es va produir una bipartició de la colada principal a uns 350 metres de la desembocadura, cosa que va fer que la nova llengua discorregués cap al sud i apunti just a sobre del delta volcànic que va deixar l'erupció de 1949, coneguda com de San Juan (també a Cumbre Vieja), entre la platja de Los Guirres i El Charcón, fent augmentar notablement en 9,27 hectàrees la zona global afectada per la lava. Això ha coincidit amb un nou eixam sísmic d'una vintena de terratrèmols de baixa intensitat entre 3 i 4,3 (mbLg).
Durant aquest dia es va produir un terratrèmol d'especial intensitat i que es va poder sentir a tota l'illa, el d'intensitat 4,3 (mbLg), amb l'epicentre localitzat al municipi de Villa de Mazo, i l'hipocentre a 35 km de profunditat. Els danys materials informats aquest dia pel Pevolca van ser de 431,2 ha afectades, 9,27 més que el dia abans. A més a més, hi havia un total de 26,47 de carreteres sepultades sota la lava. El delta volcànic ja feia unes 38 ha.
Segons les dades del mapatge del programa Copernicus, a dia 7 d'octubre a les 12:13 hores (UTC), la superfície global que ocupava la lava era de 480,5 ha, amb una afectació a 1.264 estructures (1.149 destruïdes) i 39,8 km. de carreteres (36,5 destruïts).

#### 8 d'octubre
A dia 8 d'octubre, els danys materials informats pel Pevolca foren de 471,8 ha afectades, 40,6 més que el dia abans. L'amplada màxima de la colada es mantenia en 1.250 metres, mentre que l'apèndix que es va formar a prop de la desembocadura en direcció al delta volcànic del 1949 es trobava tan sols a 150 metres de la línia de la costa. A més a més, hi havia un total de 26,47 de carreteres sepultades sota la lava.

#### 9 d'octubre
El darrer dia de la tercera setmana de l'erupció, el dissabte 9 d'octubre, es van produir dos nous esfondraments parcials del con volcànic principal. A la matinada al costat nord, que va produir un nou abocament sobtat de lava que va generar noves colades i alimentar la principal. La majoria de centres d'emissió se seguien localitzant dins del cràter principal. Al vespre, un segon esfondrament al costat nord va acabar per fer cedir tot el con volcànic en aquell punt, fet que va provocar una important emissió de més lava en diverses colades i direccions, i acabés engolint les poques edificacions que restaven dempeus al nord de Todoque i entrant al polígon industrial de Camino de La Gata. Aquesta escalada de colades va fer evacuar a més veïns de La Laguna durant aquest dia, al municipi de Los Llanos de Aridane que va quedar partit en dos per l'erupció. La nit de divendres a dissabte es van produir una quarantena de sismes de diferent intensitat, el més important dels quals d'intensitat 4,1 (mbLg) a Villa de Mazo.
Quarta setmana

#### 10 d'octubre
La matinada del 10 d'octubre, en canvi, en l'inici de la quarta setmana de l'erupció, la sismologia fou la meitat d'intensa que la nit anterior, amb una vintena de sismes registrats i el de més intensitat de 3,8 també amb l'epicentre a Villa de Mazo. Les darreres expulsions de lava van provocar que l'amplada màxima de la colada arribés a 1.520 metres. Pel que fa al delta volcànic, ocupava ja una superfície de 34 ha mar endins. Segons les dades del darrer mapatge del programa Copernicus, a dia 10 d'octubre a les 11:50 hores (UTC), la superfície global que ocupava la lava era de 570,4 ha, amb una afectació a 1.424 estructures (1.323 destruïdes) i 46,5 km. de carreteres (42,9 destruïts).

#### 11 d'octubre
El dilluns 11 d'octubre preocupava especialment l'evolució de les colades al nord i al sud de la principal. La del nord és la que afectava a més zones fins llavors salvades, destruint del tot la localitat de Todoque i part del polígon industrial de Camino de la Gata, mentre que la del sud es troba estancada de moment a pocs metres de la línia de la costa. La nova colada al nord de la que desembolca a l'actual delta volcànic, i que es trobava la tarda d'aquest dia a només 300 metres de la mar, és la que va provocar durant aquest dia el confinament d'unes 3.000 persones, les que vivien al voltant del polígon on ha entrat en combustió una planta de ciment.

#### 12 d'octubre
El 12 d'octubre al matí es va aixecar el confinament dels 3.000 veïns propers al polígon industrial, i hores més tard s'ordenava l'evacuació d'una part d'ells, uns 700 o 800, de La Laguna (Los Llanos de Aridane) per la proximitat d'aquesta colada nord-oest (vegeu mapa a secció Danys i impacte) que avançava a una velocitat lenta, però constant, de 10-15 km/h. Durant la matinada es van poder observar per primer a La Palma llamps volcànics, provocats per la fricció entre cendres i piroclasts en un entorn com el d'una erupció volcànica. El Pevolca calculava en més de 595 les hectàrees afectades per la colada, mentre es mantenia un alt nivell d'activitat sísmica.

#### 13 d'octubre
Durant el vespre de dimecres 13 d'octubre es va ordenar una nova evacuació de veïns de La Laguna per l'aproximació de la colada nord-oest, mentre es produïa un sisme de magnitud 4,4 (mbLg) a Fuencaliente, la més elevada de les registrades fins ara en l'episodi eruptiu actual. El Pevolca també va fer saber que de moment res no feia preveure una fi a curt o mig termini de l'erupció, donada la fumerola que diàriament emet el volcà a més de 3.000 metres d'altura i 17.774 tones de diòxid de sofre (hauria de baixar de 100 per poder intuir una reducció propera).

#### 14 i 15 d'octubre
El 14 d'octubre a les 2:27 (hora local) es va registrar un sisme de magnitud 4,5 en escala mbLg a 37 km de profunditat a Villa de Mazo. L'endemà a la tarda es va obrir un nou centre eruptiu al sud-oest del cràter, emetia inicialment piroclasts, gasos i vapor d'aigua, considerant-se un fenomen normal en aquest tipus d'erupcions.
Cinquena setmana

#### 16 d'octubre
A les 7:07 (hora local) es registren dos sismes molt seguits de magnituds 4,3 i 4,5 mbLg a 37 i 34 quilòmetres de profunditat. En principi es va registrar com un sol terratrèmol de magnitud 4,5, però finalment aquest "error" va ser corregit.

#### 23 d'octubre

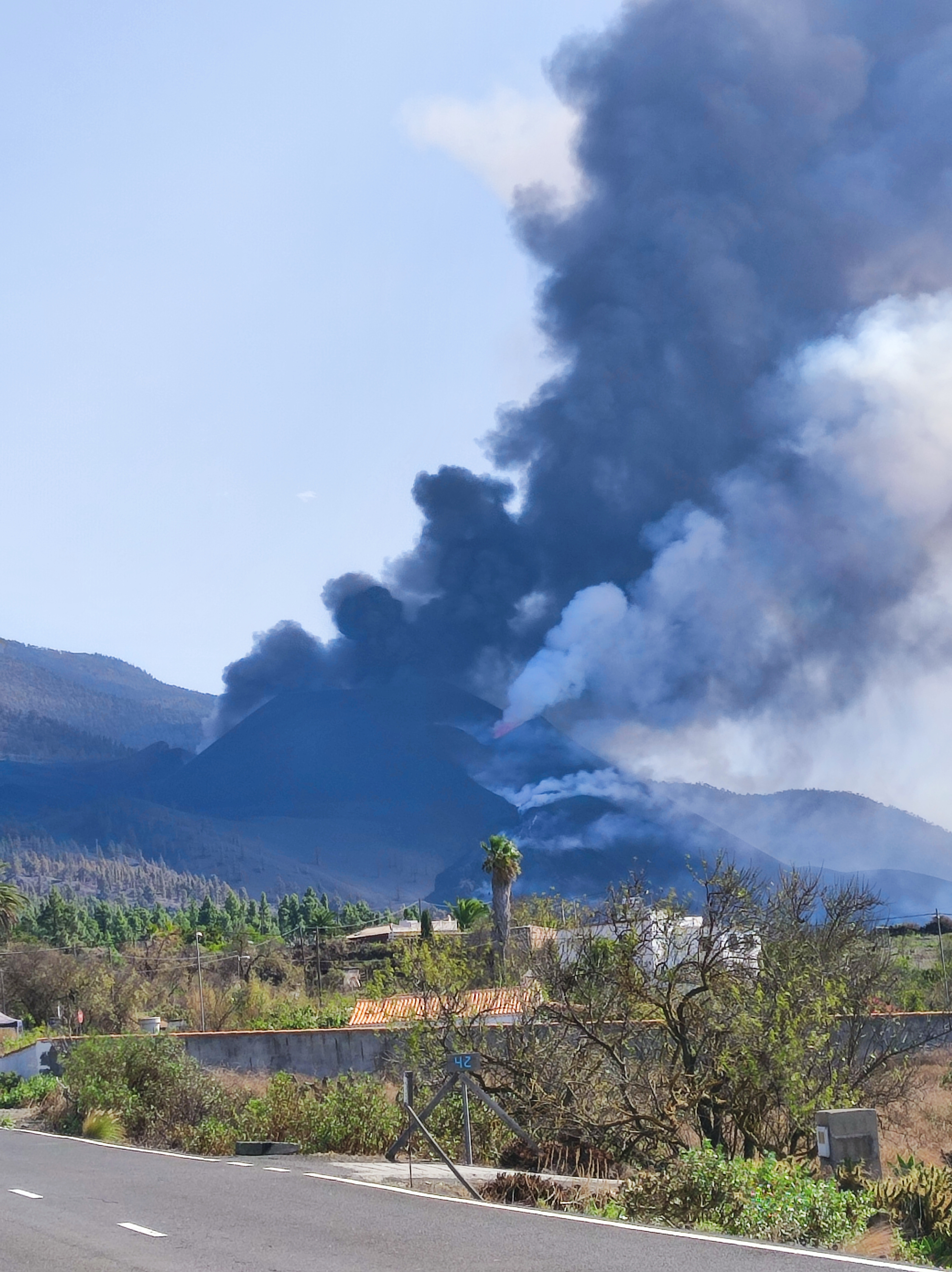
Vista de l'erupció des d'El Paso el 21 d'octubre de 2021.

La bugada nord va travessar el barri de La Laguna, formada per dues llengües de material magmàtic van discórrer fins a la cruïlla que divideix el poble, empassant-se la benzinera i la farmàcia i arribant a escassos metres del col·legi CEIP La Laguna. estat desallotjada una setmana abans quan la lava es va desviar cap al nord.
Aquest mateix dia a les 22.48 (hora local), es va registrar un terratrèmol de magnitud 4,8 en escala mbLg, el més fort des de l'inici de l'erupció. Est va ser sentit a tota l'illa i al nord de Tenerife malgrat la seva profunditat de 39 quilòmetres.
El con principal va patir un esfondrament parcial amb el consegüent desbordament de lava per una boca secundària. Es van registrar 30 terratrèmols, entre els quals, 10 eren de magnitud major a 3 en escala mbLg. Els més grans van ser de 4,3 i 4,9, sent aquest últim el més gran produït des de l'inici de l'erupció i localitzat a 38 quilòmetres de profunditat.

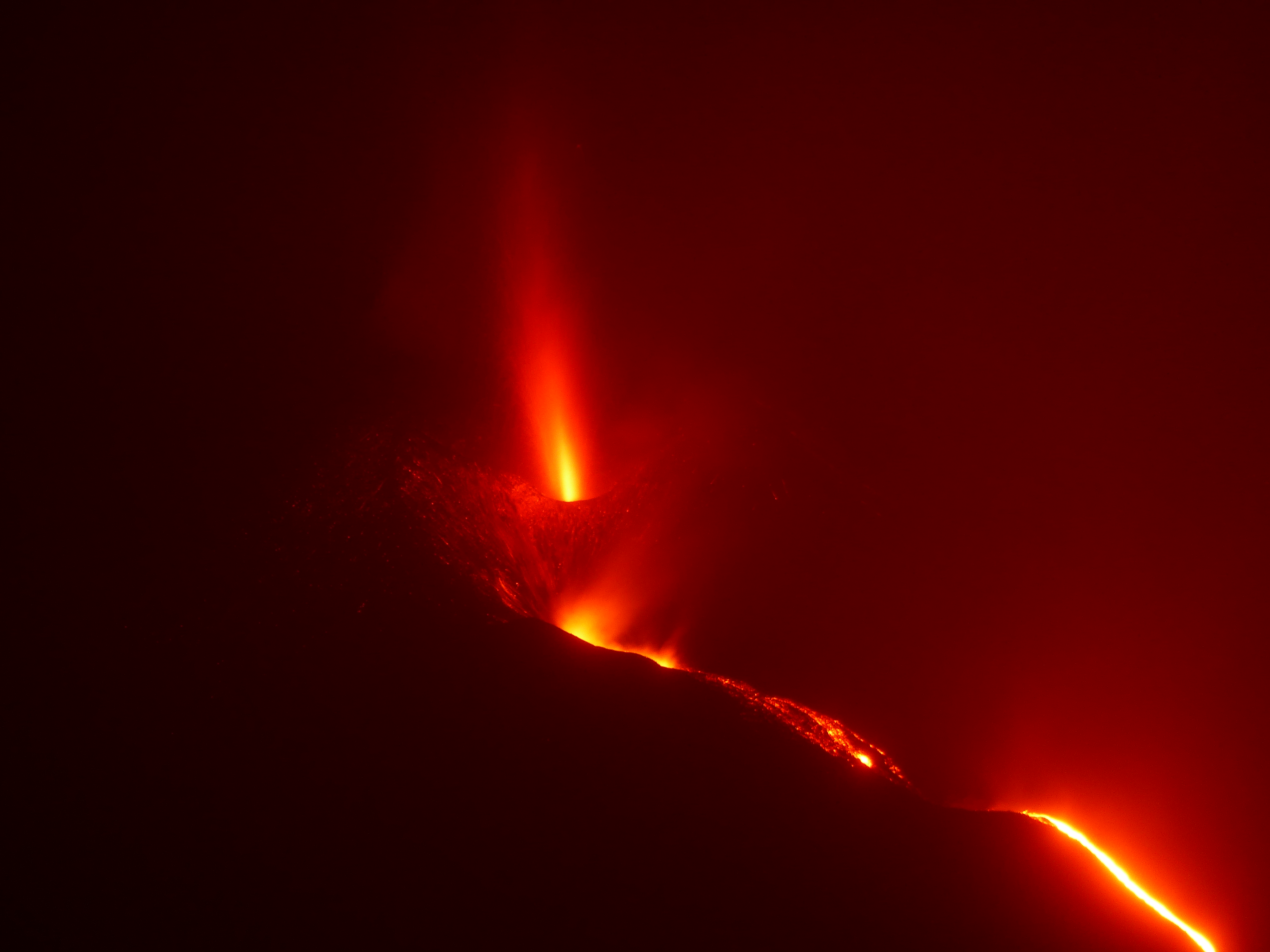
Erupció el 30 d'octubre des del mirador d'El Time.

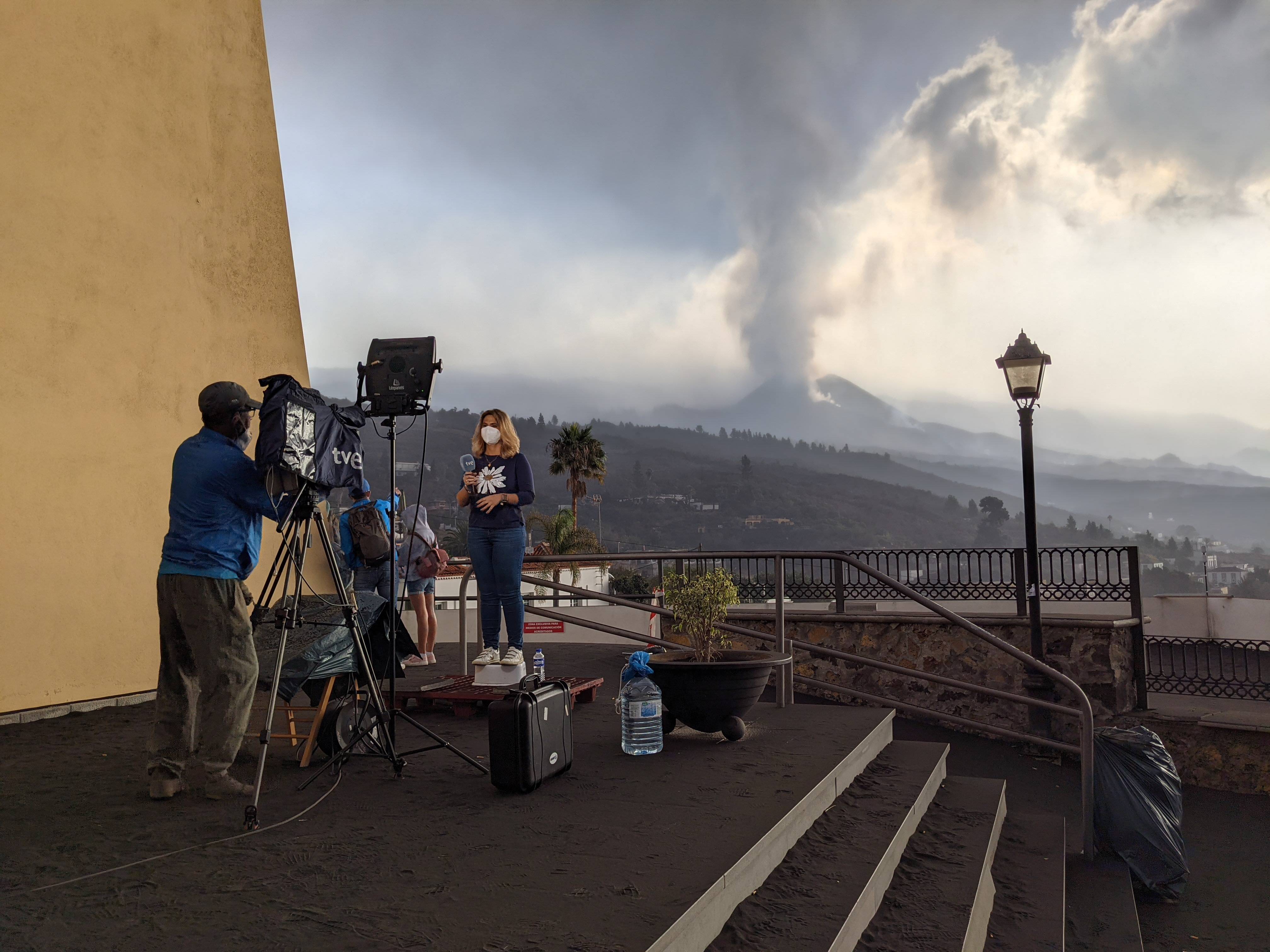
Cambra de TVE a l'entrada de la Parròquia La Sagrada Familia de los Llanos el 30 d'octubre.

Sisena setmana

#### 30 d'octubre
Es registren per primer cop terratrèmols de magnitud superior a 5 en escala mbLg des de l'inici de l'erupció. Un d'ells el dia 30 a les 7:24 (hora local), a 35 quilòmetres de profunditat al sud-oest de Villa de Mazo i va ser sentit tant a La Palma com a Tenerife, La Gomera i El Hierro. terratrèmol es va produir també a Villa de Mazo, a 38 quilòmetres de profunditat l'endemà a les 17:52 (hora local).

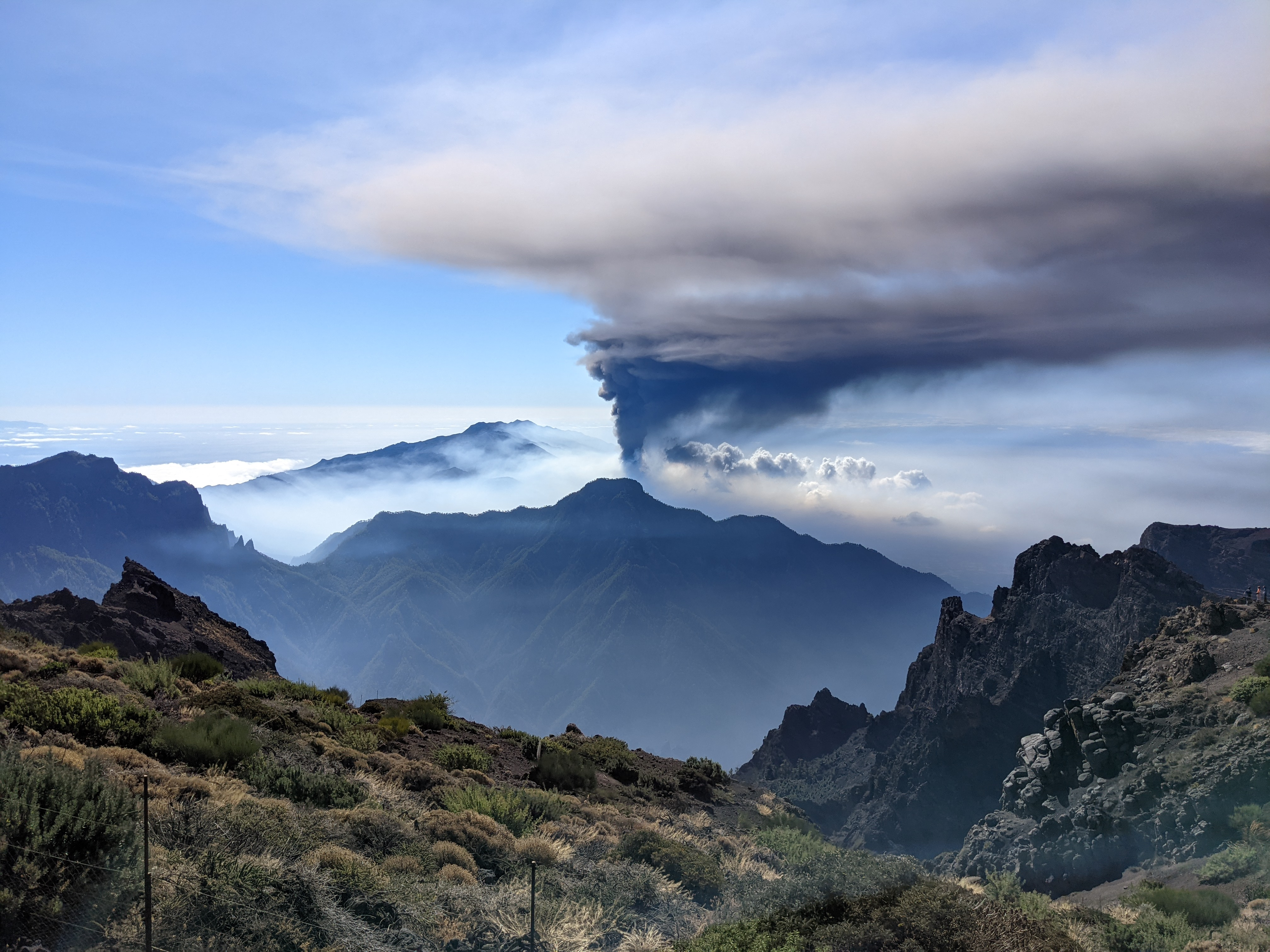
La columna de fum del volcà des del Roque de los Muchachos el 31 d'octubre.

### Novembre

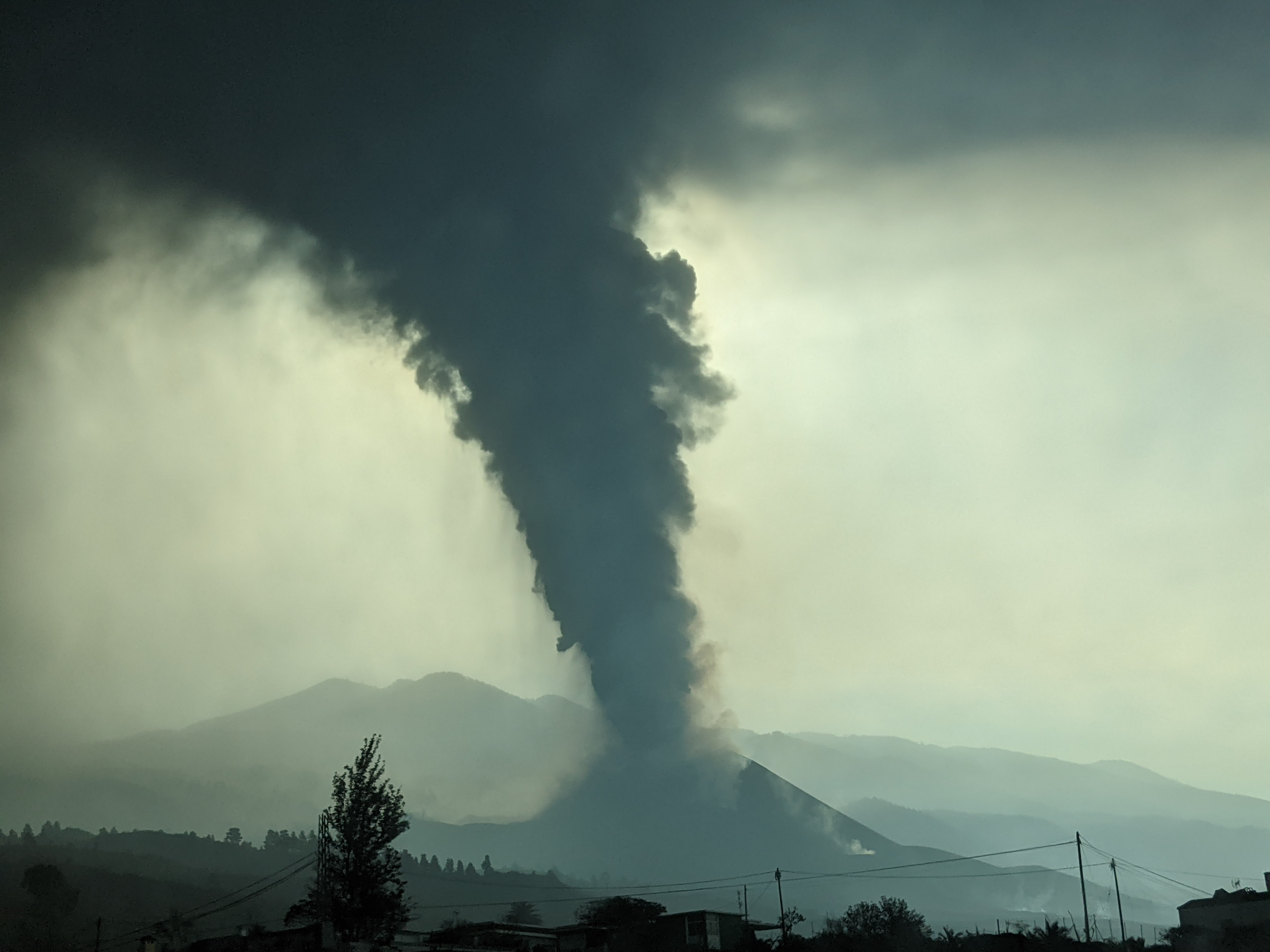
Erupció l'1 de novembre.

Setena setmana

#### 4 de novembre
La disminució pronunciada del tremor des del dia anterior (dimecres 3) i la reducció gradual del volum de diòxid de sofre (SO2), en descens des del 25 de setembre, van ser considerats com el primer signe positiu en l'evolució de l'erupció. Tot i les dades, l'elevada sismicitat profunda (un sisme, de magnitud 5 i amb intensitat de grau IV-V, es va produir a les 8.27 hores de dimecres 3, només tres segons després d'un altre tremolor de magnitud 4,8 mbLg.) obligaven a ser prudents quant a aventurar una fi de l'erupció proper.
Vuitena setmana

#### 10 de novembre
A la 1:45 (hora local) una nova bugada va aconseguir el mar, per segona vegada des de l'inici de l'erupció, al sud de la fajana inicial, a la platja dels Guirres. Aquell mateix dia, la nova fajana va continuar estenent-se fins a assolir l'original, de tal manera que totes dues van quedar unides. Dos dies més tard es va unir amb la creada per l'erupció del volcà de San Juan el 1949.

#### 12 de novembre
Un home d'uns setanta anys del municipi del Paso va ser trobat mort en un habitatge del barri de Corazoncillo, al límit entre els municipis dels Llanos de Aridane i El Paso. Es va atribuir la seva mort a una caiguda de la teulada mentre netejava la cendra volcànica. No obstant això, dos dies més tard no s'havia descartat que la seva mort fos per altres causes, com a inhalació de gasos o un infart.
Novena setmana

#### 17 de novembre
L'IGN va comunicar un augment en el nombre de terratrèmols localitzats diàriament fins als 210 sismes, xifra significativament més gran a la dels dies anteriors amb xifres al voltant dels trenta terratrèmols diaris. A les 7:17 (UTC) va tenir lloc un terratrèmol de magnitud 4,7 mbLg, el de més intensitat a les 24 hores anteriors a la publicació de la nota de premsa.

#### 19 de novembre
Es produeix un nou terremot de magnitud 5,1 mbLg sota la Villa de Mazo a les 1:08 (UTC), essent el de major magnitud des de l'inici de l'erupció i, a l'igual que altres terres produïts durant l'erupció es poden sentir. tant en la isla com en las islas vecinas. Es el quinto terremoto que supera la magnitud 5 des de l'inici de l'erupció.

#### 20 de novembre
El comitè científic del Pla d'emergències volcàniques de Canàries (Pevolca) va elevar l'índex d'explosivitat volcànica de 2 a 3, en una escala de 8, atès que s'havien superat els 10 milions de metres cúbics de material piroclàstic emès i no perquè es produïssin canvis ni al mecanisme eruptiu ni a l'explosivitat. Desde el inicio de la erupción se había estimado este índice como 2.2.
Desena setmana

#### 22 de novembre
La lava va arribar al mar per quarta vegada, aquesta vegada a uns 2 quilòmetres al nord de la primera fajana i uns 3 quilòmetres al sud del Puerto de Tazacorte, aquest succés va provocar el confinament de 3000 persones del municipi de Tazacorte, a causa de l'exposició a gasos.

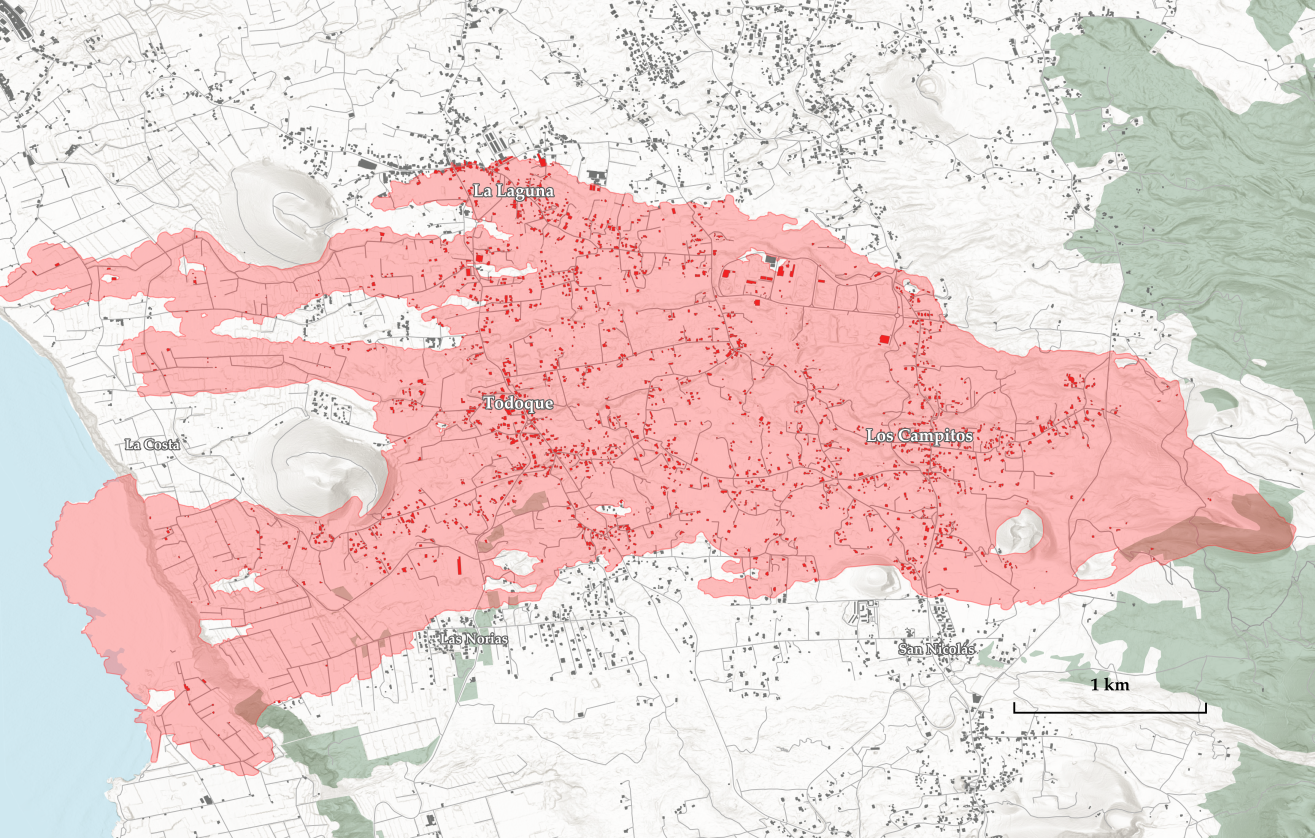
Extensió de la bugada de lava amb ressaltat d'edificis destruïts, el 23 de novembre del 2021.

#### 25 de novembre
Va aparèixer una nova boca al sud del con principal del volcà i que va originar una nova bugada amb una lava molt més fluida i menys viscosa.
Onzena setmana

#### 28 de novembre
Cap a les 3:00 (UTC) del matí es va obrir una nova boca.

#### 29 i 30 de novembre
El con principal va deixar d'expulsar lava i cendres durant gairebé 30 hores, però mentrestant el con secundari continuava actiu. Després d'aquest període el con principal va reprendre la seva activitat.

### Desembre
Tretzena setmana

#### 12 de desembre
El 12 de desembre, l'erupció volcànica es va convertir en la més llarga registrada, quan va arribar als 85 dies d'activitat continuada. Anteriorment, l'erupció del volcà Tajuya el 1585 va ser la més llarga amb 84 dies. No es disposa de dades fiables sobre les erupcions volcàniques anteriors.

#### 13 de desembre
El tremor volcànic pràcticament va desaparèixer des de la nit del 13 de desembre, però, es van registrar nombrosos terratrèmols de petita magnitud i el volcà va crear un gran núvol de gasos que va obligar a confinar a 33 000 veïns.
Catorzena setmana

#### 25 de desembre
El 25 de desembre el conseller portaveu del Govern de Canàries, va anunciar que l'erupció havia finalitzat el dia 13 de desembre després de 85 dies i 8 hores d'activitat.

### Danys i impacte

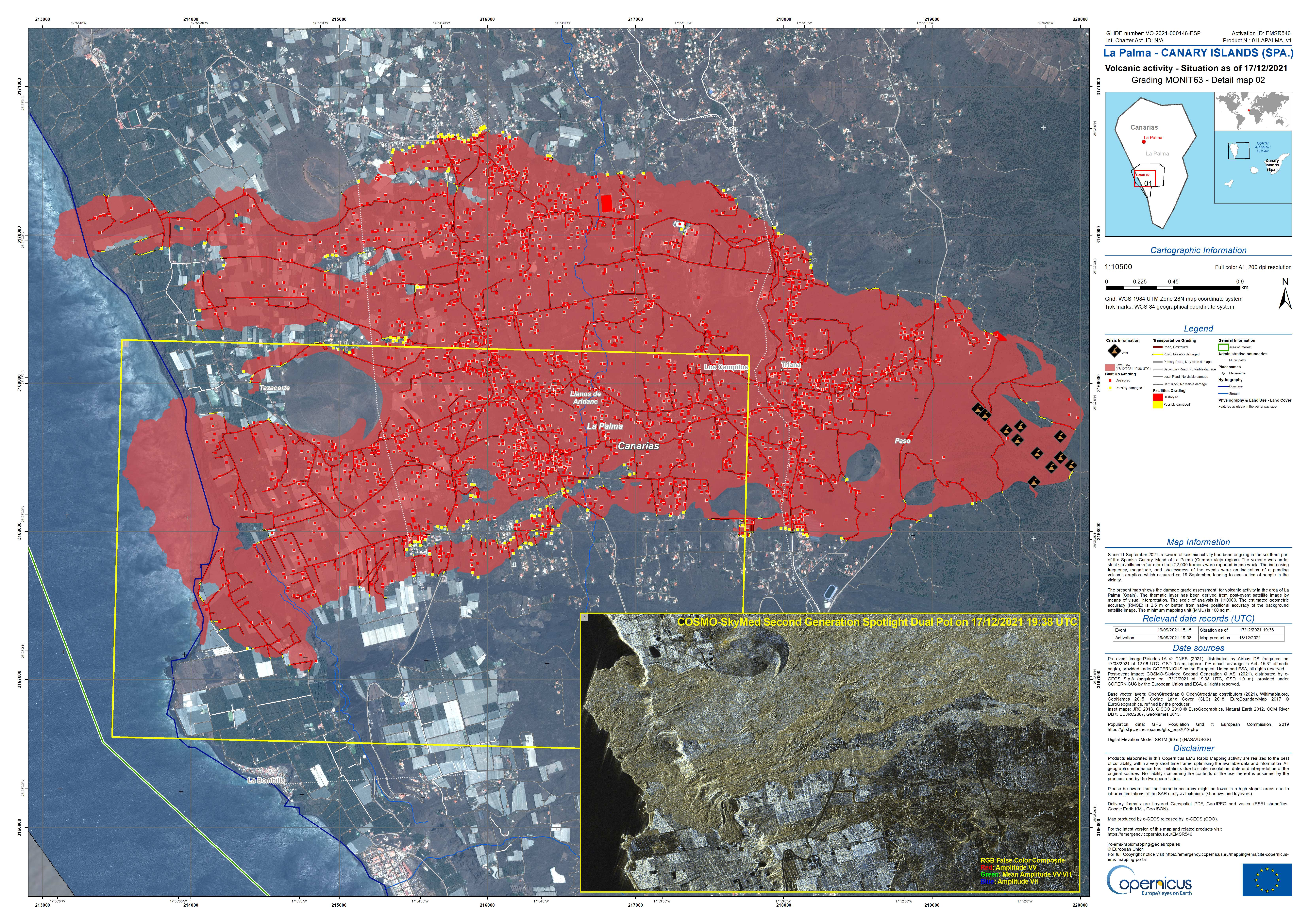
Mapatge del Programa Copernicus sobre l'abast de l'erupció a 17-12-2021

Segons les dades del darrer mapatge del programa Copernicus, a dia 17 de desembre (UTC), un cop acabat el fenomen, la superfície global que ocupava la lava era de 1.241,1 ha, amb una afectació a 3.126 estructures (2.988 destruïdes) i 95,6 km. de carreteres (92,1 destruïts). A la imatge del mapatge s'hi pot observar l'escissió de la llengua prop del delta volcànic al sud, que va amenaçar la zona d'El Charcón, el delta volcànic que va deixar el volcà San Juan el 1949 (també a Cumbre Vieja), mentre que la llengua del nord-oest avançava perillosament per zones habitades.

## Estudis i projeccions
L'erupció del volcà de La Palma va permetre a molts científics en general, i geòlegs en particular, el seguiment en directe de processos naturals que normalment no poden viure en directe i primera persona. Permet analitzar com poder predir situacions en altres entorns i erupcions volcàniques similars.
| «                                                                                       | És una oportunitat única perquè els geòlegs normalment no veiem com passen les coses. Hi ha pocs processos geològics on puguem veure en directe com es formen les roques | » |
| — Guillem Gisbert. investigador postdoctoral a l'Institut de Geociències de Madrid, TV3 | |   |

### Monitoratge volcànic: com es va preveure l'erupció
L'Institut Geogràfic Nacional d'Espanya manté una xarxa de monitoratge que li va permetre detectar eixams sísmics entre 2017 i 2021 a l'illa, que s'afegiren als controls de l'Institut Vulcanològic de Canàries (Involcan), que hi va fer el seguiment de les emissions de gasos i geoquímiques, fets que conjuntament feien preveure una possible erupció volcànica. Les deformacions del terreny, mesurades amb tecnologia de satèl·lits, entre ells els del programa Copernicus, es van anar detectant en un període més llarg, entre 2006 i 2020. Amb tot això es va poder veure com el 2009 el magma va començar a pujar des d'un emmagatzematge situat sota el sud de l'illa a una profunditat d'entre 25 i 30 km, en un punt entre el complex volcànic nord i Cumbre Vieja.
| «                                                  | La deformació del terreny és un precursor molt sensible a llarg termini. Es mesura mitjançant la interferometria RADAR amb el satèl·lit (DInSAR), que permet d'analitzar les deformacions de regions molt àmplies amb una gran precisió. A la Palma s'han analitzat aquestes deformacions i la variació que han tingut entre el 2006 i 2020, mitjançant els satèl·lits ENVISAT, RADARSAT-2 i Copernicus Sentinel. A la figura es veuen en groc, les zones del terreny que s'allunyen del satèl·lit; en verd, les que no varien; i en blau, les que s'hi acosten. S'han contrastat aquests resultats amb resultats d'estacions GPS (GNSS). | » |
| — Juan F. Prieto Morin, Vilaweb / The Conversation | |   |

### Origen de la lava
Els primers estudis apunten que es tracta d'una lava molt similar a la de les erupcions anteriors de l'illa. L'anàlisi de les primeres mostres de lava del volcà destaquen que aquesta procedia del mantell superior de la Terra i portava pocs anys acumulant-se sota l'illa. Es troben entre les més calentes i riques en metalls alcalins (sodi i potassi) de la planeta. Per la seva composició es pot dir que es tracta de vidre volcànic majoritàriament, on també s'hi troben cristalls de piroxè, amfíbols, olivina, òxids de ferro o titani i plagiòclasi.

### Surgència posterior a l'erupció volcànica
Els efectes de qualsevol erupció volcànica són sempre devastadors a curt termini. Però es produeixen processos que vistos en la perspectiva geològica i el mig i llarg termini poden acabar beneficiant la pròpia terra i també qui hi habita. A terra, per on va passar i ubicar la colada de lava restarà molts anys sense pràcticament donar cap possibilitat a la vida, creant el que s'anomena malpaís, un lloc intransitable de roca afilada. En canvi, on ha caigut cendra volcànica expulsada pel volcà guanyarà en fertilitat i serà més rica.
| «                                                        | El piroclast que surt del volcà s'eleva uns centenars o milers de metres i després cau en forma de pluja. El que s'estudia és per preveure què passarà quan plogui, quins elements passaran d'aquest material a les aigües | » |
| — José Luis Fernández Turiel, investigador del CSIC, TV3 | |   |

Malgrat que en un primer moment l'arribada de la colada de lava a la mar hauria provocat la mort dels organismes lligats al fons marí, com algues i mol·luscs, a partir d'experiències anteriors com la de l'erupció marina de El Hierro de 2011, l'Institut Espanyol d'Oceanografia preveu que es generi un fenomen de surgència física natural no més enllà dels tres anys, per l'efecte positiu dels nutrients que aporta la lava al fons marítim. De fet, a la reserva marina de La Palma propera a la zona actual on ha desembocat el riu de lava del volcà Cumbre Vieja, hi ha gran diversitat de flora i fauna marines, amb anemones tropicals, algues brunes, llagostes canàries, 'viejas coloradas' (Sparisoma cretense), salpes i tortugues marines.

## Ajudes guvernamentals
El 28 de setembre de 2021 el Consell de Ministres va declarar Zona afectada greument per una emergència a l'illa de La Palma aprovant els un primer paquet d'ajuts de 10,5 milions d'euros per la compra de 107 habitatges, mobles i electrodomèstics per als afectats, i el 5 d'octubre es va aprovar un pla d'ajuda de 206 milions d'euros destinat a la reconstrucció d'infraestructures i al foment de l'ocupació de 63 milions d'euros.

## Erupcions històriques a La Palma
- 1470-1492: Montaña Quemada o Volcà de Tacande
- 1585: Volcà de Tajuya, al municipi d'El Paso
- 1646: Volcà de Martín o de San Martín
- 1677: Volcà Fuencaliente
- 1712: Volcà d'El Charco
- 1949: Volcà San Juan (cràters del Duraznero, Hoyo Negro i Llano del Banco) a El Paso.
- 1971: Volcà Teneguía a Fuencaliente
- 2021: Erupció a Cumbre Vieja